# Bruno Barilli
(Bruno Barilli, Lo Stivale)
Bruno Barilli (Fano, 14 dicembre 1880 – Roma, 15 aprile 1952) è stato uno scrittore, compositore e critico musicale italiano.

## Biografia
Nacque a Fano nel 1880, da Cecrope, pittore parmigiano, e dalla marchigiana Anna Adanti. Si trasferì dopo poco tempo a Parma, dove iniziò a studiare composizione musicale al Conservatorio Arrigo Boito e proseguì con la direzione orchestrale alla Dirigentschule di Monaco di Baviera, ma scelse tuttavia di dedicarsi all'attività di critico musicale. 
A Monaco Barilli conobbe la studentessa serba Danitza Pavlovic (nipote del re Pietro Karađorđević), che poi sposò e dalla quale ebbe una figlia, la pittrice Milena Pavlović-Barilli. Come compositore lasciò soltanto due opere teatrali. Tornato in Italia nel 1910, iniziò la realizzazione di Medusa, un'opera in tre atti su libretto di O. Schanzer, che nel 1914 vinse a Milano il concorso Mac Cormick, ma il lavoro non fu mai rappresentato.  

Giugno 1939: primo numero del settimanale Oggi

Roma: il Caffè Aragno negli anni cinquanta del Novecento

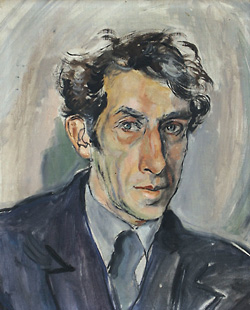
Un ritratto di Bruno Barili dipinto da sua figlia Milena (1938)

Insieme a Medusa, l'altro suo titolo è Emiral (libretto del compositore), considerata una dei suoi temi più riusciti, difatti ottenne premi e riconoscimenti, tra i quali quello di un noto concorso romano per opere musicali presieduto da Giacomo Puccini.
Nel 1919 Barilli fondò a Roma, dove si era intanto trasferito,  la rivista La Ronda, mantenendo una rubrica permanente dal titolo Delirama. Nello stesso periodo fu un assiduo frequentatore del Caffè Aragno, noto ritrovo letterario della capitale.
Ben presto i suoi interessi, pur restando legati all'ambiente artistico, si indirizzarono soprattutto verso una peculiare critica musicale, frutto della sua esperienza di compositore e volta non tanto al confronto fra i compositori e gli interpreti, quanto a cogliere l'essenza della musica nell'atto nascente.
Nel 1925 fu tra i firmatari del Manifesto degli intellettuali fascisti, redatto dal filosofo Giovanni Gentile. Dal 1939 al 1941 fu collaboratore fisso del settimanale Oggi di Arrigo Benedetti. Nel 1939 compose la colonna sonora del film di mediometraggio Los novios de la muerte di Romolo Marcellini.
Barilli fu soprattutto scrittore. Anche se in parte anticipato da Renato Fondi, compone nel 1929 una serie di racconti dal titolo Il paese del melodramma, dove si avvalse della collaborazione di alcuni suoi amici artisti; ne pubblicò anche un'edizione in Francia nel 1938. Il testo rappresentò la concretizzazione della sua grande passione per il melodramma classico italiano e in particolar modo per quello di Giuseppe Verdi.
Fra le altre opere si possono ricordare Delirama del 1924 e 1944 con inediti, dal titolo della sua omonima rubrica di critica, Il sorcio nel violino (1926), Il sole in trappola, pubblicato dopo essere tornato da un lungo viaggio nel continente africano (1941), ed infine Capricci di vegliardo l'anno precedente la sua scomparsa. Morì a Roma, a settantuno anni, nel 1952.
Il suo modello di critica musicale si rivelò piuttosto originale, in quanto Barilli non apprezzava la musicologia e nemmeno le considerazioni tecniche e gli esami linguistici, bensì le "impressioni" d'opera, sorte da un gusto sopraffino.
I suoi fratelli Arnaldo e Latino sono stati rispettivamente uno storico dell'arte e un pittore. Sua nipote Carlotta (1935-2020) è stata un'attrice di cinema, teatro e televisione.

## Opere

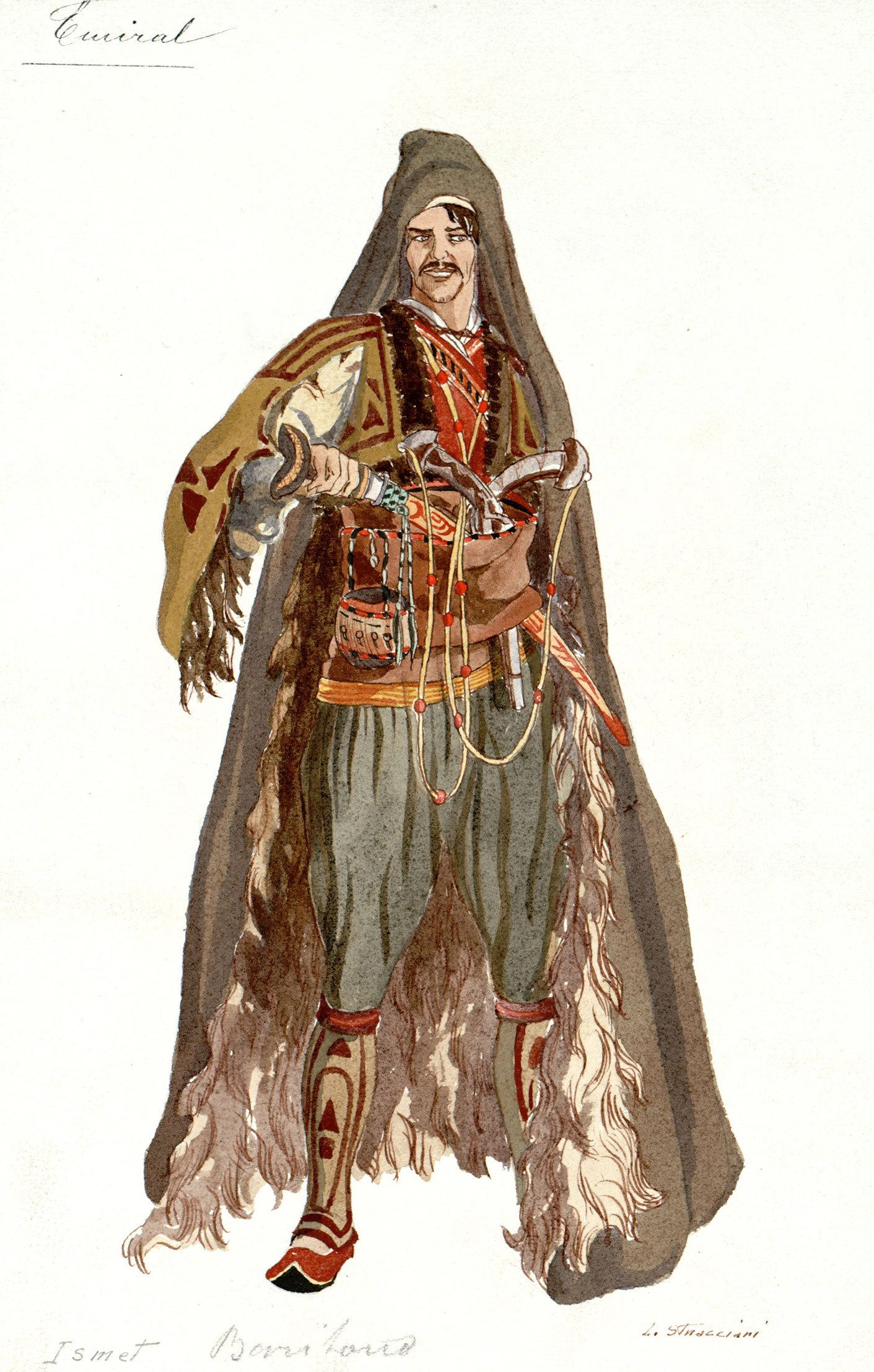
Ismet (baritono), figurino per Eliram (1924). Archivio Storico Ricordi

- Delirama, un disegno di Armando Spadini e uno scritto di Emilio Cecchi, Roma, Ind. grafiche romane Ars nova, 1924
- Il sorcio nel violino, prefazione di Emilio Cecchi, Milano, Bottega di Poesia, 1926; Torino, Einaudi, 1982 a cura di L. Avellini e A. Cristiani, introduzione di M. Lavagetto
- Il paese del melodramma, Lanciano, Giuseppe Carabba, 1929; Torino, Einaudi, 1985, a cura di Luisa Viola e Luisa Avellini; Milano, Adelphi, 2000, con un saggio di Fedele D'Amico; Parma, Monte Università Parma, 2003, prefazione di Gustavo Marchesi
- Parigi, con sedici disegni di Milena Pavlovich Barilli, Lanciano, Carabba, 1938.
- Il sole in trappola, Firenze, Sansoni, 1941.
- Delirama, ristampa con l'aggiunta di 19 prose inedite, 2050 esemplari di cui 250 su carta speciale numerati in macchina, Roma, Editoriale Romana, 1944 .
- Ricordi londinesi, Roma, Nuove Edizioni Italiane, 1945.
- Il viaggiatore volante, Milano, A. Mondadori, 1946; Padova, F. Muzzio, 1999
- Capricci di vegliardo, Milano, Edizioni della meridiana, 1951; poi in Capricci di un vegliardo e taccuini inediti (1901-1952), Torino, Einaudi, 1989, a cura di Andrea Battistini e Andrea Cristiani
- Lo stivale, con un'avvertenza di Enrico Falqui, Roma, Casini, 1952; poi Lo stivale. Viaggio dalla riviera adriatica alle città liguri, da Venezia alla costa amalfitana, dalla Sicilia a Milano, Padova, F. Muzzio, 1999
- (con Alberto Savinio), Alfredo Casella, a cura di Olga Rudge, Milano, All'insegna del pesce d'oro, 1957
- La loterie clandestine, Roma, L'Arco edizioni d'arte, 1975; poi Genova, Edizioni San Marco dei Giustiniani , 2015, a cura di N. Ferrari, "Quaderni in lettere d'azzurro", 2015, ISBN 978-88-7494-2589
- Giuseppe Verdi, Firenze, N. Galluzzo, 1982
- Lo spettatore stralunato. Cronache cinematografiche, prefazione di Attilio Bertolucci, Parma, Pratiche, 1982
- La camera n. 13, disegni di Scipione, Roma, Edizioni della Cometa, 1987
- Le guerre serbe, a cura di Giorgio Pellegrini, Roma, Editori riuniti, 1993
- Il sorcio nel violino, a cura di Antonio Castronuovo, Bologna, Pendragon, 2023.
- Parigi, a cura di Antonio Castronuovo, Macerata-Roma, Quodlibet, 2023.

Le sue opere sono state raccolte e riordinate in due volumi a cura di Enrico Falqui:
- Il libro dei viaggi, Firenze, Vallecchi, 1963.
- Il paese del melodramma e altri scritti musicali, Firenze, Vallecchi, 1963.